# Cementerio Santa Inés
El Cementerio Santa Inés se encuentra ubicado en el barrio del mismo nombre, en la ciudad de Viña del Mar, Chile. De carácter laico, el cementerio es administrado desde 1982 por la Corporación Municipal de Viña del Mar.
El terreno para su construcción fue donado por la Sociedad Población Vergara en 1908, luego de que el cementerio de Caleta Abarca sufriera daños por el terremoto de 1906. Su nombre se debe a que, contiguo al terreno, se estaba loteando un barrio de carácter residencial nombrado Santa Inés en recuerdo de la hija de Salvador Vergara.
El cementerio comenzó su funcionamiento en el año 1913. En 1973 recibió provisoriamente los restos del presidente Salvador Allende en la tumba del alcalde Eduardo Grove, hasta que el 4 de septiembre de 1990 sus restos fueron finalmente trasladados al Cementerio General en Santiago.